# Pessac-sur-Dordogne
Ne doit pas être confondu avec Pessac, également en Gironde et dont le gentilé est identique.
Pessac-sur-Dordogne est une commune du Sud-Ouest de la France située dans le département de la Gironde, en région Nouvelle-Aquitaine.

## Géographie

### Localisation
Située sur la rive gauche (sud) de la Dordogne, à mi-chemin entre Castillon-la-Bataille et Sainte-Foy-la-Grande, la commune de Pessac-sur-Dordogne se trouve à 58 km à l'est de Bordeaux, chef-lieu du département, à 30 km au sud-est de Libourne, chef-lieu d'arrondissement, et à 11 km à l'est de Pujols, chef-lieu de canton.

### Communes limitrophes
Les communes limitrophes en sont :
- sur la rive gauche de la Dordogne et dans le département de la Gironde, Juillac à l'ouest, Gensac au sud, Saint-Quentin-de-Caplong au sud-est et Saint-Avit-de-Soulège au sud-est.
- sur la rive droite de la Dordogne et dans le département de la Dordogne, Saint-Seurin-de-Prats au nord-ouest et Saint-Antoine-de-Breuilh au nord-est. Au nord, le territoire communal est distant de moins de 300 mètres de celui de Vélines, en Dordogne.

| Saint-Seurin-de-Prats (Dordogne) |                     | Saint-Antoine-de-Breuilh (Dordogne) |
| Juillac                          | Pessac-sur-Dordogne | Saint-Avit-de-Soulège               |
|                                  | Gensac              | Saint-Quentin-de-Caplong            |

### Hydrographie
Le territoire communal présente une façade d'environ cinq kilomètres sur la rive gauche de la Dordogne et est borné, à l'ouest, avec la commune de Juillac par la Durèze et, à l'est, avec celle de Saint-Avit-de-Soulège par la Soulège, toutes deux affluents de la Dordogne.

### Climat
Pour des articles plus généraux, voir Climat de la Nouvelle-Aquitaine et Climat de la Gironde.
Historiquement, la commune est exposée à un climat océanique aquitain.  
En 2020, Météo-France publie une typologie des climats de la France métropolitaine dans laquelle la commune est exposée à un climat océanique et est dans la région climatique  Aquitaine, Gascogne, caractérisée par une pluviométrie abondante au printemps, modérée en automne, un faible ensoleillement au printemps, un été chaud (19,5 °C), des vents faibles, des brouillards fréquents en automne et en hiver et des orages fréquents en été (15 à 20 jours).
Pour la période 1971-2000, la température annuelle moyenne est de 12,8 °C, avec une amplitude thermique annuelle de 14,5 °C. Le cumul annuel moyen de précipitations est de 803 mm, avec 11,9 jours de précipitations en janvier et 6,5 jours en juillet. Pour la période 1991-2020, la température moyenne annuelle observée sur la station météorologique la plus proche, située sur la commune de Talence à 19 km à vol d'oiseau, est de 14,3 °C et le cumul annuel moyen de précipitations est de 884,0 mm,. Pour l'avenir, les paramètres climatiques de la commune estimés pour 2050 selon différents scénarios d’émission de gaz à effet de serre sont consultables sur un site dédié publié par Météo-France en novembre 2022.

### Milieux naturels et biodiversité

#### Natura 2000
La Dordogne est un site du réseau Natura 2000 limité aux départements de la Dordogne et de la Gironde, et qui concerne les 104 communes riveraines de la Dordogne, dont Pessac-sur-Dordogne,. Seize espèces animales et une espèce végétale inscrites à l'annexe II de la directive 92/43/CEE de l'Union européenne y ont été répertoriées.

#### ZNIEFF
Pessac-sur-Dordogne fait partie des 102 communes concernées par la zone naturelle d'intérêt écologique, faunistique et floristique (ZNIEFF) de type II « La Dordogne »,, dans laquelle ont été répertoriées huit espèces animales déterminantes et cinquante-sept espèces végétales déterminantes, ainsi que quarante-trois autres espèces animales et trente-neuf autres espèces végétales.

## Urbanisme

### Typologie
Au 1er janvier 2024, Pessac-sur-Dordogne est catégorisée commune rurale à habitat dispersé, selon la nouvelle grille communale de densité à sept niveaux définie par l'Insee en 2022.
Elle est située hors unité urbaine et hors attraction des villes,.

### Occupation des sols

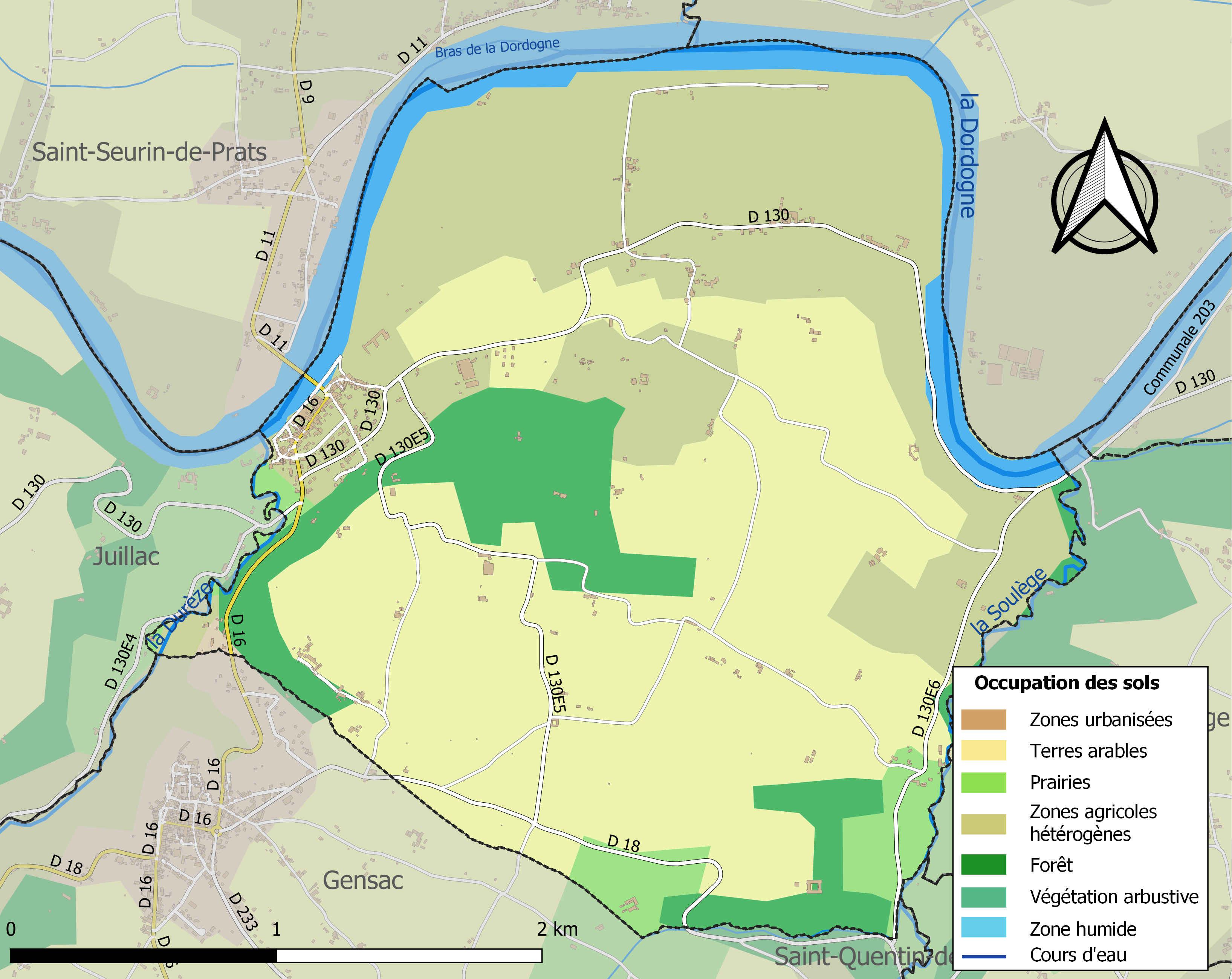
Carte des infrastructures et de l'occupation des sols de la commune en 2018 (CLC).

L'occupation des sols de la commune, telle qu'elle ressort de la base de données européenne d’occupation biophysique des sols Corine Land Cover (CLC), est marquée par l'importance des territoires agricoles (83,4 % en 2018), une proportion sensiblement équivalente à celle de 1990 (83,8 %). La répartition détaillée en 2018 est la suivante : 
cultures permanentes (44,9 %), zones agricoles hétérogènes (34,6 %), forêts (11,4 %), eaux continentales (5 %), prairies (3,9 %), zones urbanisées (0,1 %). L'évolution de l’occupation des sols de la commune et de ses infrastructures peut être observée sur les différentes représentations cartographiques du territoire : la carte de Cassini (XVIIIe siècle), la carte d'état-major (1820-1866) et les cartes ou photos aériennes de l'IGN pour la période actuelle (1950 à aujourd'hui).

### Lieux-dits et écarts
À Paitré, Baudet, Bellevue, la Bicoque, Carbonneau, Cavignan, Chez Pépé, la Corrégie, Coursou, Dizard, Durège, la Garde, Giron, Glayse, la Grande Métairie, Grangeneuve, la Graule, Gréal, Guillemat, Laurençon, Macard, le Marin, Mathelin, Maupile, le Méjean, Montbreton, le Moulin de Barbey, le Moulin de Mayelle, le Moulin de Moustelat, le Moulin de la Roquette, Moustelat, Palateau, Restaurat, Ribebon, Roquette, le Sablat, la Soulège, le Soulet, la Tour de Beaupoil.

### Voies de communication et transports
La principale voie de communication routière est la route départementale D16 qui traverse le village et qui conduit vers le sud à Gensac et au-delà à Pellegrue et vers le nord, par le pont qui enjambe la Dordogne à Saint-Seurin-de-Prats en devenant la route départementale dordognaise D11 ; cette D16 est croisée, dans le village, par la route départementale D130 qui mène vers l'ouest à Flaujagues et vers l'est vers Saint-Antoine-de-Breuilh et à Eynesse. Mais vers l'est, la D130 subit des affaissements de falaise et des affouillements par la Dordogne. Les grands travaux planifiés en 2018 à la suite de la fermeture de 2016 n'ont pas encore commencé en 2021. 

L'accès no 12 de Montpon à l'autoroute A89 (Bordeaux-Lyon) se situe à 23 km vers le nord-nord-est.

L'accès à l'autoroute A62 (Bordeaux-Toulouse) le plus proche est le no 4, dit de La Réole, distant de 45 km par la route vers le sud.
La gare SNCF la plus proche est celle de Vélines distante de 5 km au nord-est. Celle de Sainte-Foy-la-Grande qui propose plus de trafic se trouve à 14 km vers l'est-nord-est. Dans ces deux gares, le réseau est celui de la ligne Libourne - Sarlat du TER Nouvelle-Aquitaine.

### Risques majeurs
Le territoire de la commune de Pessac-sur-Dordogne est vulnérable à différents aléas naturels : météorologiques (tempête, orage, neige, grand froid, canicule ou sécheresse), inondations, mouvements de terrains et séisme (sismicité très faible). Il est également exposé à un risque technologique, la rupture d'un barrage. Un site publié par le BRGM permet d'évaluer simplement et rapidement les risques d'un bien localisé soit par son adresse soit par le numéro de sa parcelle.

#### Risques naturels
La commune fait partie du territoire à risques importants d'inondation (TRI) de Bergerac, regroupant les 22 communes (15 en Dordogne et 7 en Gironde) concernées par un risque de débordement de la Dordogne, un des 18 TRI qui ont été arrêtés fin 2012 sur le bassin Adour-Garonne. Les événements significatifs antérieurs à 2014 sont la crue de 1843 (4 100 m3/s à Bergerac, la crue de référence historique de période de retour au moins centennale), les crues de 1912, 1944 et 1952 (période de retour de 50 ans) et les crues de 1982 et 1994 (période de retour de 20 ans). Des cartes des surfaces inondables ont été établies pour trois scénarios : fréquent (crue de temps de retour de 10 ans à 30 ans), moyen (temps de retour de 100 ans à 300 ans) et extrême (temps de retour de l'ordre de 1 000 ans, qui met en défaut tout système de protection). La commune a été reconnue en état de catastrophe naturelle au titre des dommages causés par les inondations et coulées de boue survenues en 1982, 1993, 1999, 2009 et 2021,.
Les mouvements de terrains susceptibles de se produire sur la commune sont des éboulements, chutes de pierres et de blocs.

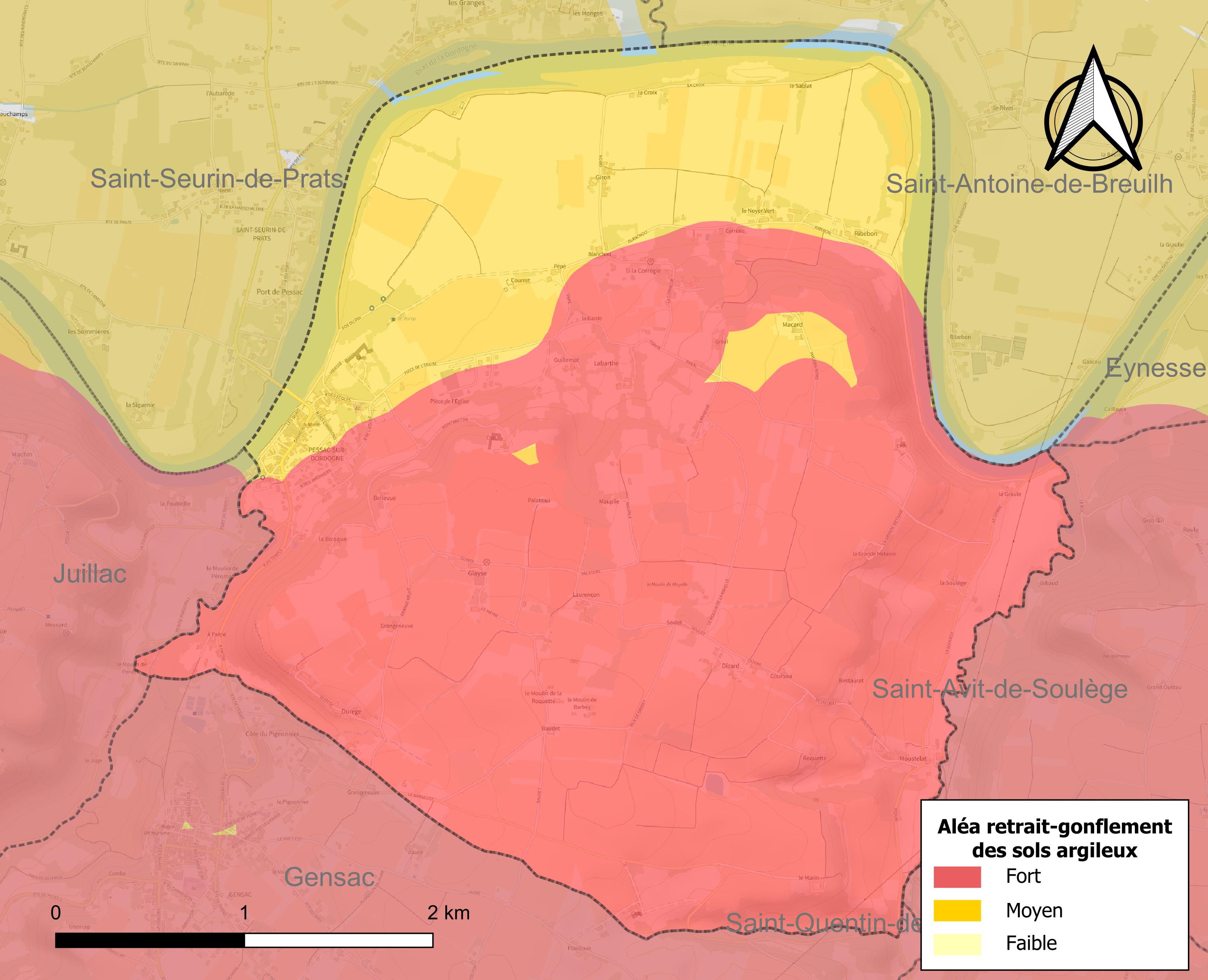
Carte des zones d'aléa retrait-gonflement des sols argileux de Pessac-sur-Dordogne.

Le retrait-gonflement des sols argileux est susceptible d'engendrer des dommages importants aux bâtiments en cas d’alternance de périodes de sécheresse et de pluie. 99,7 % de la superficie communale est en aléa moyen ou fort (67,4 % au niveau départemental et 48,5 % au niveau national). Sur les 284 bâtiments dénombrés sur la commune en 2019, 284 sont en aléa moyen ou fort, soit 100 %, à comparer aux 84 % au niveau départemental et 54 % au niveau national. Une cartographie de l'exposition du territoire national au retrait gonflement des sols argileux est disponible sur le site du BRGM,.
Par ailleurs, afin de mieux appréhender le risque d’affaissement de terrain, l'inventaire national des cavités souterraines permet de localiser celles situées sur la commune.
Concernant les mouvements de terrains, la commune a été reconnue en état de catastrophe naturelle au titre des dommages causés par la sécheresse en 2017 et par des mouvements de terrain en 1999.

#### Risques technologiques
La commune est en outre située en aval du  barrage de Bort-les-Orgues, un ouvrage sur la Dordogne de classe A soumis à PPI, disposant d'une retenue de 477 millions de mètres cubes. À ce titre elle est susceptible d’être touchée par l’onde de submersion consécutive à la rupture de cet ouvrage.

## Toponymie
Comme c'est le cas pour nombre de communes dont le nom se termine en -ac, il s'agit du nom d'un domaine gallo-romain en -acum basé sur le nom du propriétaire ; il s'agirait donc de quelque nom comme Pessacum ou un nom similaire ; une relation peut être imaginée avec le mot latin piscis qui signifie poisson ou piscator qui signifie pêcheur, en raison de la proximité la Dordogne ; aucune donnée ne confirme l'une ou l'autre de ces « pistes ».
Le 28 août 1893, la commune devient Pessac-sur-Dordogne.
Le nom de la commune est Peçac de Dordonha en gascon.
Ses habitants sont appelés les Pessacais.

## Histoire

### Préhistoire
L'abri Morin, fouillé de 1954 à 1958 par René Deffarge, est célèbre pour de multiples aspects : sa richesse en œuvres d’art, l'abondance de son industrie lithique et osseuse, et la grande quantité et diversité de sa faune. Il a livré une grande quantité de mobilier du Magdalénien, dont une belle collection d'os gravés représentant bisons, rennes, chevaux, aurochs et certains animaux difficilement identifiables, le tout dans un style plutôt dépouillé et schématique, ainsi que des vestiges de canidés témoignant de l'apprivoisement de cette famille.
Les niveaux de Magdalénien V et VI ont fourni une industrie lithique abondante, dont de nombreux grattoirs-burins.

### Après la Révolution

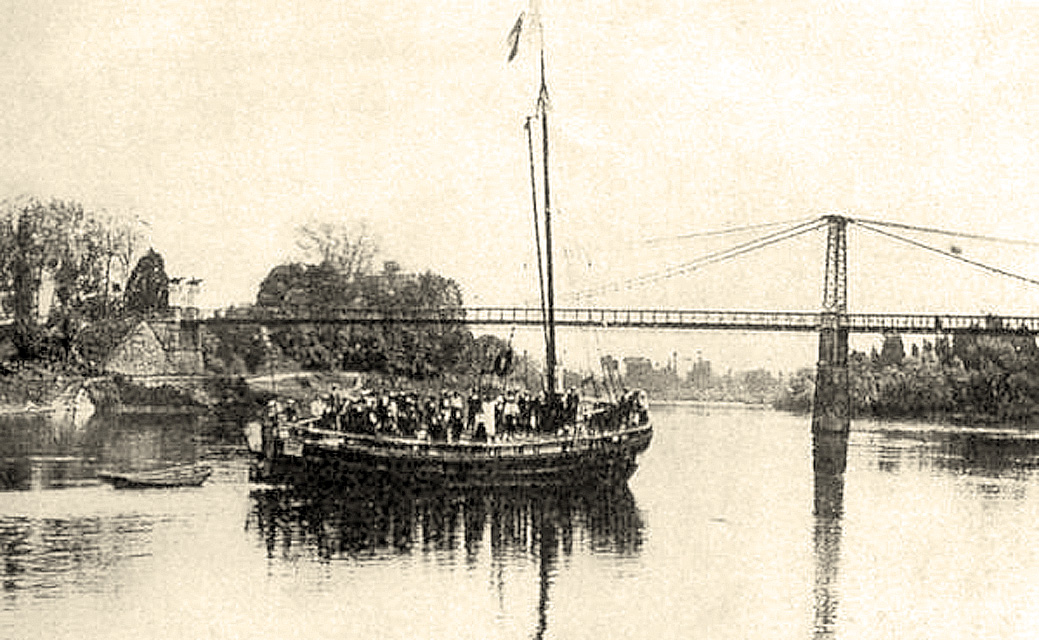
Gabare pour transport de tonneaux et de passagers sur la Dordogne.

- La constitution en commune du bourg de Pessac semble être relativement complexe : peut-être, dans un premier temps, simple paroisse rattachée à la municipalité de Gensac (sans doute à l'instar de sa voisine Saint-Avit-de-Soulège), le village paraît avoir été érigé en commune vers l'an V (1796-1797) mais géré par des agents municipaux et un maire provisoire en prairial an VIII, réuni à nouveau à Gensac vers l'an VIII (1799-1800) et enfin commune indépendante entre août et octobre 1807. Le premier maire alors nommé, Charles Emmanuel Dupuch de Montbreton, n'exerça ses fonctions qu'environ six mois, démissionné au motif qu'il est ancien député de la noblesse et ancien émigré.
- Pessac est un port important sur la Dordogne. Les quais sont aménagés depuis Louis XV, mais tout au long du XIXe siècle, leur architecture et leurs abords sont améliorés.

Les gabares naviguent sur la rivière, amenant le bois de Corrèze vers Libourne et Bordeaux pour la fabrication des tonneaux de vins et les piquets de vignes (carassons).
Dans l'autre sens, les gabares chargées de marchandises et matériaux remontent la rivière tirées par des bœufs sur le chemin de halage, tantôt rive droite, tantôt rive gauche, en fonction des courants.
Pessac est une halte essentielle sur la Dordogne où le fret est échangé entre gabares capables de naviguer sur la haute Dordogne et ses hauts-fonds, et gabares plus ventrues mieux adaptées au cours de la basse Dordogne et de l'estuaire de la Gironde et pouvant remonter la Garonne jusqu'à Bordeaux.
Les productions locales (denrées, vins) et les voyageurs empruntent le service des gabares pour remonter ou descendre la rivière. Avant la création de la ligne ferroviaire Libourne - Bergerac, la Dordogne est le véritable axe de communication de la région.
De nombreux bateliers résident à Pessac-sur-Dordogne. Un des derniers est Albert Sandaran qui cesse son activité après la Seconde Guerre mondiale. Ce patron gabarier fut l'un des premiers à installer des moteurs sur ses bateaux, ce qui lui donnait un avantage face aux autres patrons : trois aller-retour Pessac - Bordeaux en une semaine contre un seul pour ses concurrents.
- Pessac est aussi un point de passage entre les deux rives de la Dordogne parmi les sept entre Castillon-la-Bataille et Sainte-Foy-la-Grande.

À Pessac, le gué et le bac sont à peu près à l'emplacement du pont actuel. Vers 1910, c'est un « abonnataire » qui a obtenu les droits de passage. Il avise les clients de ses tarifs par affichage public devant son ponton : de « une personne à cheval = 15 centimes » à « un mouton ou une brebis = 1 centime ½ ».
- La loi du 10 vendémiaire an IV (2 octobre 1795) oblige les communes à recenser la population (noms, prénoms, âges, professions, lieux d'habitation et origines communales).

Un registre datant de la Révolution (mais non daté avec précision) recense les 630 habitants de plus de 12 ans, hommes et femmes.
Ce registre dénombre également les professions occupées par les chefs de famille. On peut y voir l'importance de la rivière dans la répartition des métiers et le nombre de familles que la Dordogne, les gabares et le vin faisaient vivre à l'époque :
| Professions                                             | Nbre de personnes |
| ------------------------------------------------------- | ----------------- |
| Maîtres de bateau (propriétaires)                       | 3                 |
| Bateliers (capitaines)                                  | 2                 |
| Matelots gabariers                                      | 25                |
| Charpentiers à bateaux                                  | 10                |
| Sergeurs (fabricants de voiles)                         | 3                 |
| Filasseur (fabricant de cordages)                       | 1                 |
| Navigateur (mer)                                        | 1                 |
| Marins (mer)                                            | 2                 |
| Négociants en vin                                       | 2                 |
| Tonneliers                                              | 33                |
| Agriculteurs (propriétaires) et cultivateurs (fermages) | 92                |
| Meuniers                                                | 3                 |
| Marchand                                                | 1                 |
| Tisserands                                              | 10                |
| Maçons                                                  | 6                 |
| Charpentiers                                            | 4                 |
| Menuisiers                                              | 3                 |
| Forgerons et charrons                                   | 2                 |
| Tailleurs                                               | 4                 |
| Sabotiers                                               | 4                 |
| Bouchers                                                | 2                 |
| Pêcheur en rivière                                      | 1                 |
| Tailleur de pierres                                     | 1                 |
| Servante                                                | 1                 |

## Politique et administration

### Liste des maires
| Période                                  | Période   | Identité                          | Étiquette   | Qualité                    |
| ---------------------------------------- | --------- | --------------------------------- | ----------- | -------------------------- |
| Les données manquantes sont à compléter. |           |                                   |             |                            |
|                                          |           |                                   |             |                            |
| août 1807                                | -         | C.E. Dupuch de Montbreton         |             |                            |
| décembre 1807                            | -         | Charles Durège                    |             |                            |
| 1825                                     | -         | Adolphe Durège                    |             |                            |
| 1830                                     | -         | Jean Trachère                     |             |                            |
| 1837                                     | -         | Jean Verdier                      |             |                            |
| 1840                                     | -         | Henri Verdier                     |             |                            |
| 1848                                     | -         | Louis Driholle                    |             |                            |
| 1850                                     | -         | Adolphe Durège                    |             |                            |
| 1853                                     | -         | Jules Verdier                     |             |                            |
|                                          |           |                                   |             |                            |
| mars 2001                                | mars 2008 | Michel Thomas                     | -           | -                          |
| mars 2008                                | mars 2014 | Francis Capafons                  | SE puis UDI |                            |
| mars 2014                                | En cours  | Bernard Dudon (réélu en mai 2020) | SE          | Retraité Fonction publique |

## Population et société

### Démographie
L'évolution du nombre d'habitants est connue à travers les recensements de la population effectués dans la commune depuis 1800. Pour les communes de moins de 10 000 habitants, une enquête de recensement portant sur toute la population est réalisée tous les cinq ans, les populations de référence des années intermédiaires étant quant à elles estimées par interpolation ou extrapolation. Pour la commune, le premier recensement exhaustif entrant dans le cadre du nouveau dispositif a été réalisé en 2007.

En 2022, la commune comptait 446 habitants, en évolution de −3,88 % par rapport à 2016 (Gironde : +6,91 %, France hors Mayotte : +2,11 %).
| 1800 | 1806 | 1821 | 1831 | 1836 | 1841 | 1846 | 1851 | 1856 |
| ---- | ---- | ---- | ---- | ---- | ---- | ---- | ---- | ---- |
| 879  | 936  | 823  | 962  | 771  | 713  | 739  | 729  | 723  |

| 1861 | 1866 | 1872 | 1876 | 1881 | 1886 | 1891 | 1896 | 1901 |
| ---- | ---- | ---- | ---- | ---- | ---- | ---- | ---- | ---- |
| 780  | 771  | 765  | 690  | 646  | 656  | 731  | 692  | 763  |

| 1906 | 1911 | 1921 | 1926 | 1931 | 1936 | 1946 | 1954 | 1962 |
| ---- | ---- | ---- | ---- | ---- | ---- | ---- | ---- | ---- |
| 754  | 730  | 654  | 689  | 660  | 655  | 611  | 682  | 588  |

| 1968 | 1975 | 1982 | 1990 | 1999 | 2006 | 2007 | 2012 | 2017 |
| ---- | ---- | ---- | ---- | ---- | ---- | ---- | ---- | ---- |
| 576  | 534  | 490  | 471  | 463  | 469  | 469  | 484  | 449  |

| 2022 | - | - | - | - | - | - | - | - |
| ---- | - | - | - | - | - | - | - | - |
| 446  | - | - | - | - | - | - | - | - |

### Animations
- Randonnées pédestres.
- Randonnées en canoë kayak paddle.
- Location de vélos
- Pêche en rivière.
- Tennis.
- Foire à la brocante le 8 mai.
- Fête des Moulins le 3e dimanche de mai (lieu-dit Moustelat).

## Économie

### Viticulture
Située aux confins orientaux du vignoble de l'Entre-deux-Mers, la commune se trouve dans l'aire d'appellation sainte-foy-bordeaux.

## Culture locale et patrimoine

### Lieux et monuments

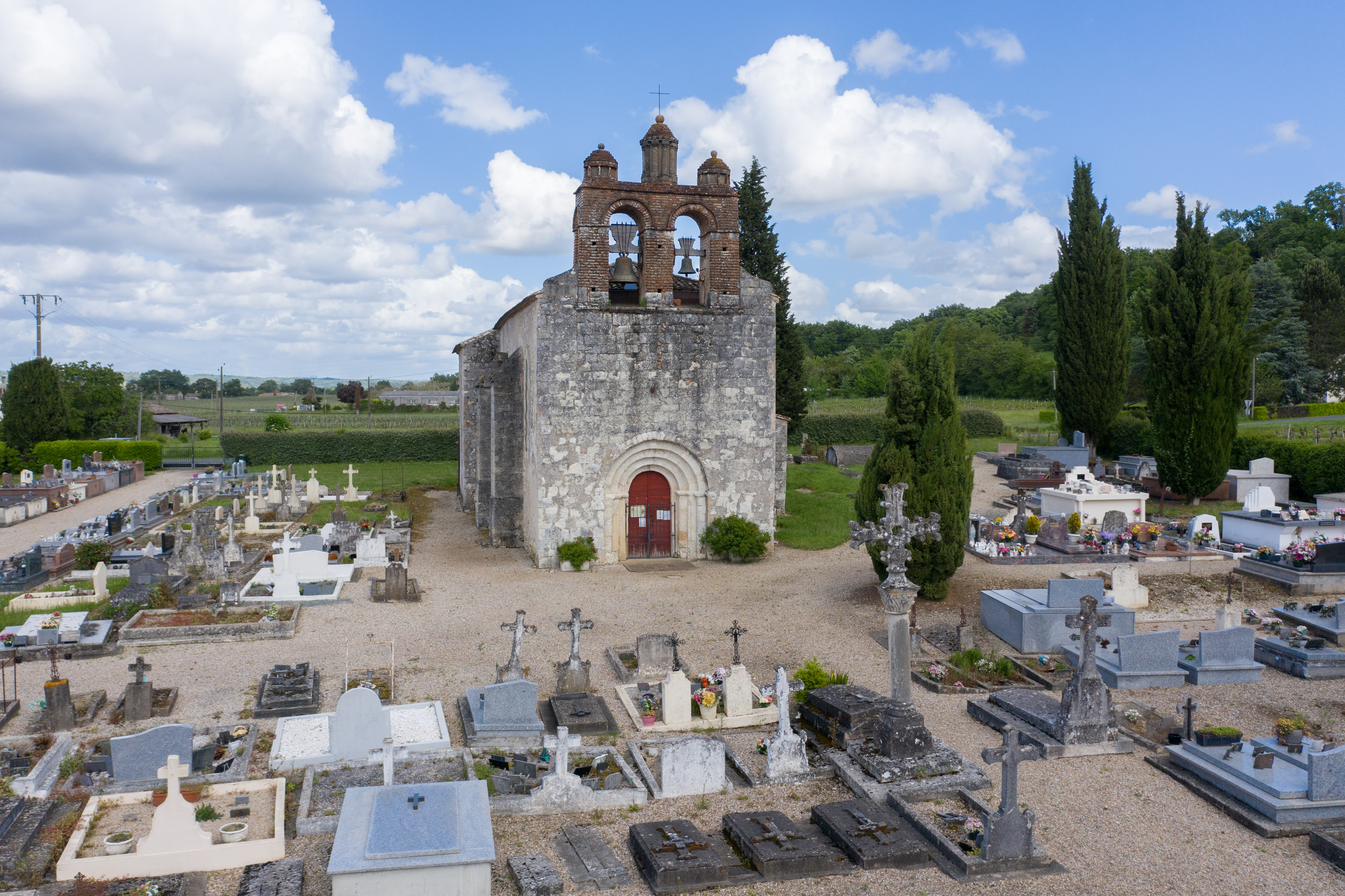
Vue de l'église Saint-Vincent et de son aître (mai 2021).
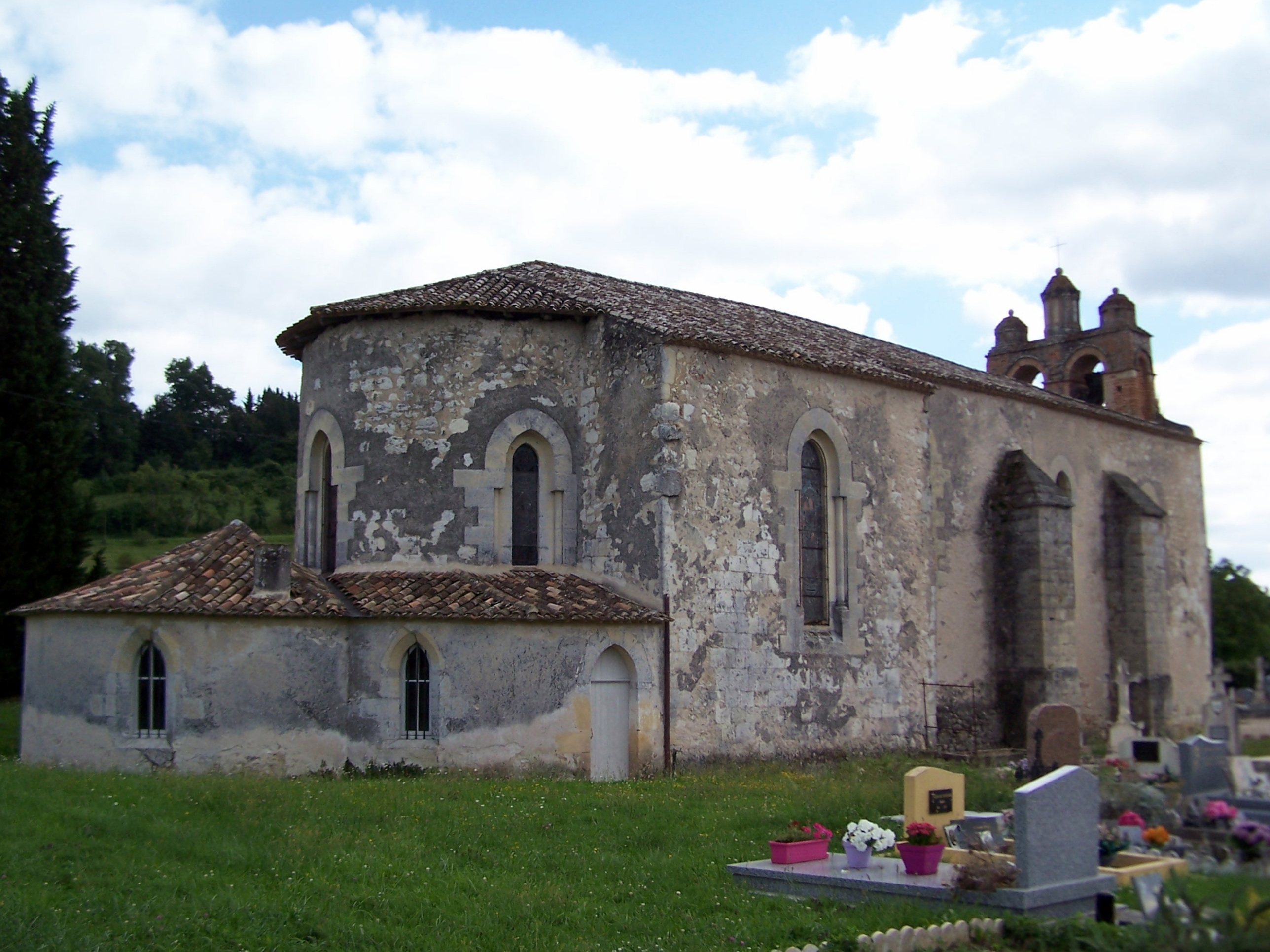
Son chevet (juillet 2014).
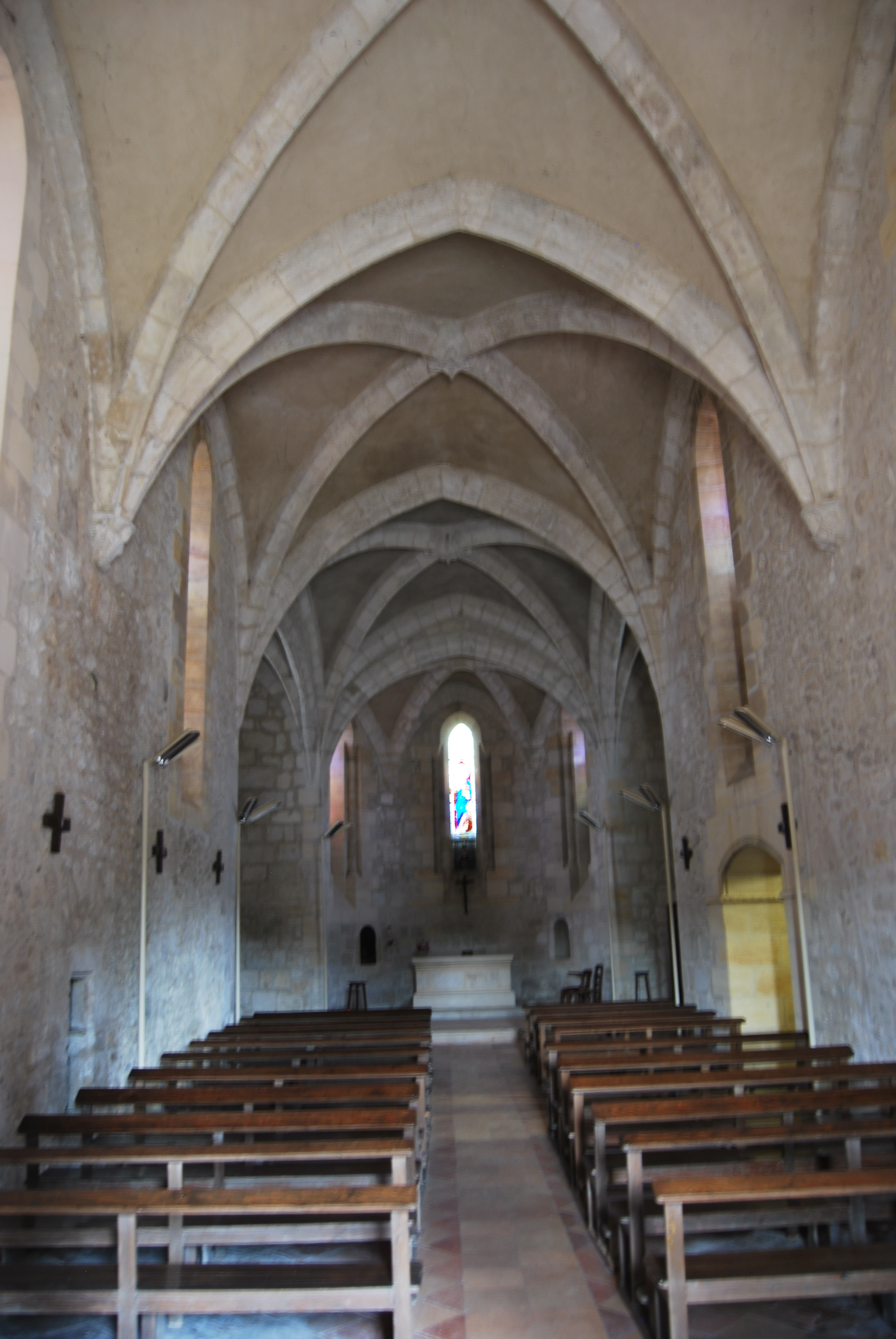
Sa nef (juillet 2014).
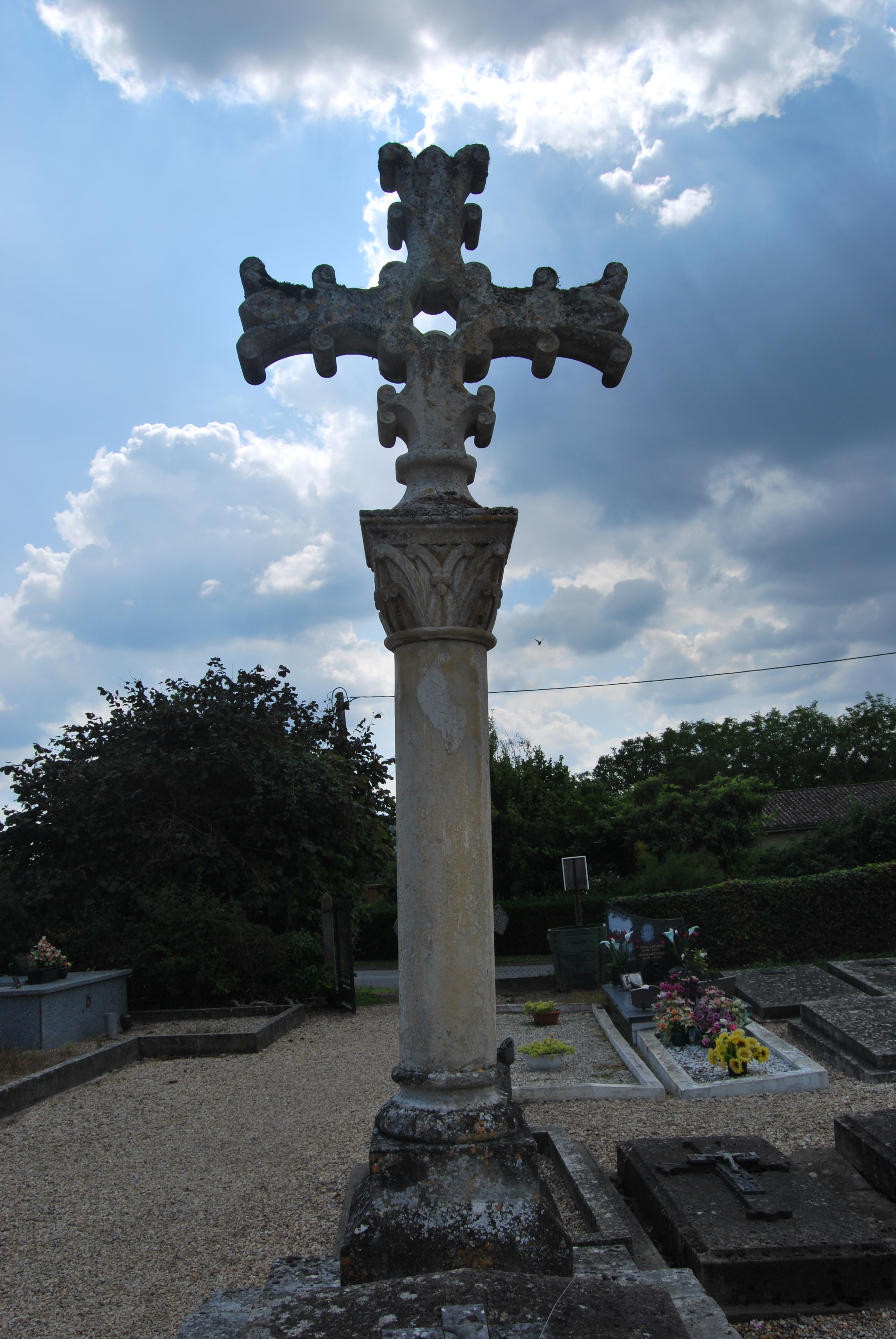
La croix du cimetière (juillet 2014).
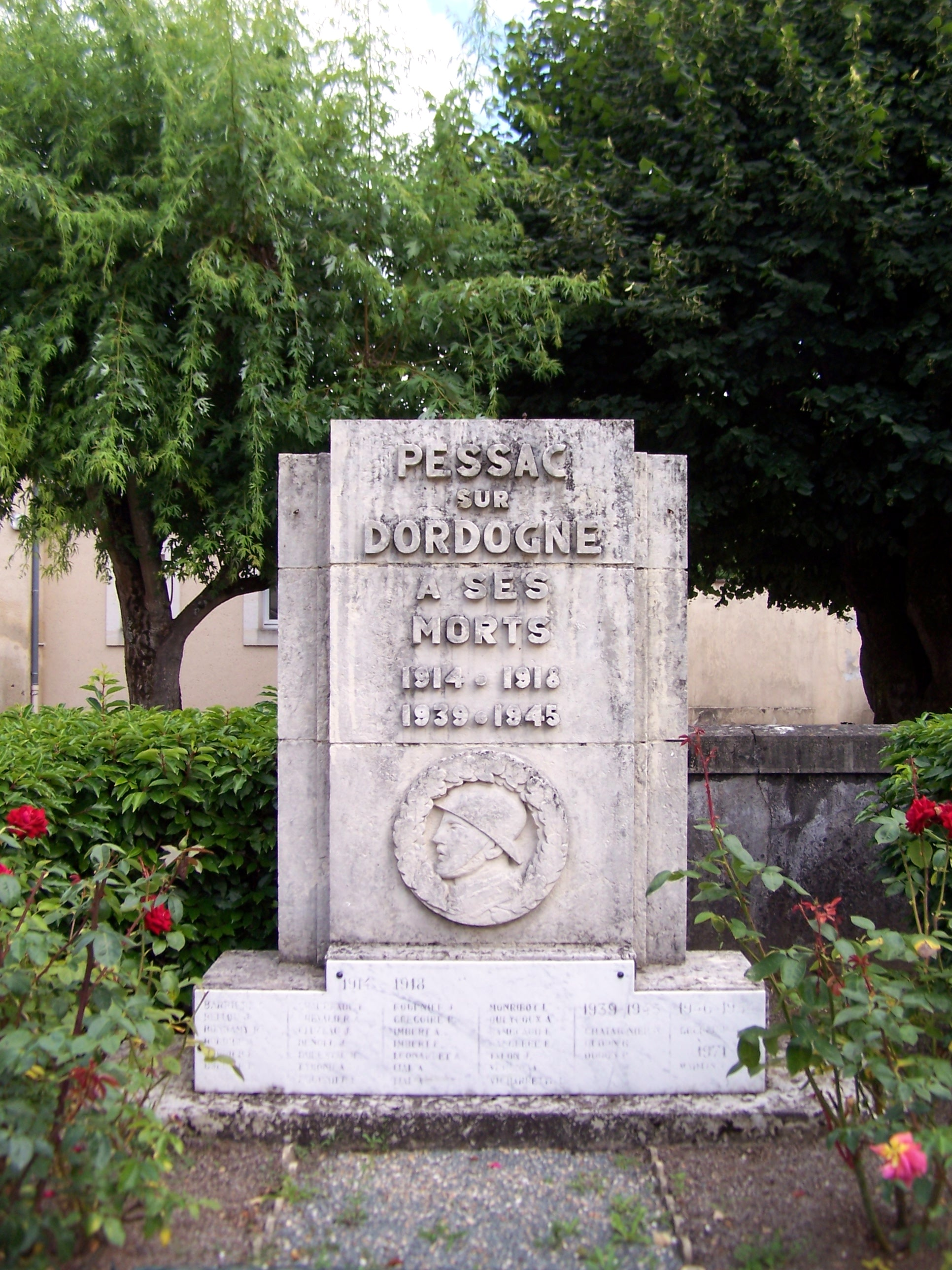
Le monument aux morts près de la mairie (juillet 2014).

#### Patrimoine religieux
- L'église Saint-Vincent datant du XIIe siècle, remaniée au XVIe siècle et présentant un singulier clocher byzantin du XIXe siècle coiffant le clocher-mur, est inscrite au titre des monuments historiques en 2001[51].
- Temple du XIXe siècle.
- Nombreuses croix de chemins dont celle du cimetière.

#### Patrimoine civil
- Château de Montbreton, des XIVe et XVIIe siècles.
- Manoir de la Bernède, ancien péage sur la rivière Dordogne, des XVIe et XVIIe siècles, inscrit au titre des monuments historiques en 2007[52].
- Château de Vidasse, des XVe, XVIIe et XIXe siècles.
- Château de Ribebon, des XVIIe et XIXe siècles.
- Château de Carbonneau, du XIXe siècle.
- La Tour de Beaupoil, tour de défense du XIVe siècle.
- Moulin à eau de Moustelat, du XVIIIe siècle.
- Les quais de la Dordogne, des XVIIIe et XIXe siècles.

### Personnalités liées à la commune
- Alexandre-Jean Puch de Montbreton (1741-1801), homme politique né à Pessac, député de la noblesse aux États généraux de 1789.
- Julien Viaud, plus connu sous son nom d'écrivain Pierre Loti, épouse en 1887 Blanche Franc de Ferrière, originaire de Pessac ; il viendra plusieurs fois résider au château de Vidasse, propriété de sa belle famille. Un arrière-petit-fils de Pierre Loti (Pierre-Yves Pierre Loti-Viaud) réside toujours sur la commune.
- Marc Amanieux (1851-1926), écrivain, est né à Pessac-sur-Dordogne le 16 janvier 1851. Ses œuvres principales sont : Les Écolières (poésie) (1875), les Grandes luttes (roman) (1879), Claude Fer (théâtre) (1885), Les Crucifiés (poésie) (1885), La Révolution (poésie) (1889), Formose (roman) (1891), Drame terrestre (1892), La Chanson Panthéiste (1893), La Fille de Rabelais (roman de capes et d'épées) (1904).
- Roger Guit (1899-1978), artiste peintre né à Pessac-sur-Dordogne.
- Claude Villers (1944-2023), journaliste, homme de radio et de télévision pendant plus de 40 ans. Il résidait dans la commune où il possèdait une maison depuis 1989[53].

### Gastronomie
Pessac étant situé dans le sud-ouest de la France, la gastronomie est riche en plats locaux d'origine paysanne :
- Le patatas : il s'agit d'une panse de porc fourrée avec de la mie de pain, du lait, des œufs, de la viande maigre de porc (tête, oreilles, etc.) et cuite dans un bouillon de porc ; l'origine du nom est obscure ; peut-être vient-elle du fait qu'une fois prête, la panse de porc ressemble à une grosse pomme de terre cuite.
- La fricassée de cochon.
- Le jimboura : il s'agit d'une soupe à base de boudin ou de sang, faite au moment où on tue et prépare le cochon.
- Les confits de canard.

### Héraldique
| Blason de Pessac-sur-Dordogne | Blason  | D'azur au cygne nageant d'argent accompagné en pointe d'une grappe de raisin tigée et feuillée d'or ; au chef cousu de gueules chargé d'un pont droit du lieu de trois arches d'argent. |
| Blason de Pessac-sur-Dordogne | Détails | Le statut officiel du blason reste à déterminer. |